# The Ownerz
The Ownerz è il sesto album in studio da parte del duo hip-hop Gang Starr, registrato due anni prima che il duo si sciogliesse e sette anni prima della morte di Guru. È stato ben accolto dalla critica e vanta quattro singoli, Skills, Rite Where U stand, Nice Girl, in The Wrong Place e Same Team, No Games.

## Tracce
1. Intro (HQ, Goo, Panch)  – 0:46
2. Put Up or Shut Up (featuring Krumbsnatcha)  – 3:15
3. Werdz from the Ghetto Child (featuring Smiley)  – 1:09
4. Sabotage  – 2:22
5. Rite Where U Stand (featuring Jadakiss)  – 3:37
6. Skills  – 3:17
7. Deadly Habitz  – 4:12
8. Nice Girl, Wrong Place (featuring Boy Big)  – 3:32
9. Peace of Mine  – 3:01
10. Who Got Gunz (featuring Fat Joe & M.O.P.)  – 3:36
11. Capture (Militia Pt. 3) (featuring Big Shug & Freddie Foxxx)  – 3:23
12. PLAYTAWIN  – 3:11
13. Riot Akt  – 4:04
14. (Hiney)  – 1:31
15. Same Team, No Games (featuring NYG'z & H. Stax)  – 3:44
16. In This Life... (featuring Snoop Dogg & Uncle Reo)  – 3:03
17. The Ownerz  – 2:57
18. Zonin'  – 2:54
19. Eulogy  – 2:54
20. Natural [Japan Bonus Track]  – 2:46
21. Tha Squeeze [Japan Bonus Track]  – 3:29

## Samples
- Sabotage
  - Bump Me by Smoked Sugar
  - Moment Of Truth by Gang Starr (vocals by Guru)
- Werdz From The Ghetto Child
  - Coffee Cold by Galt MacDermot
- PLAYTAWIN
  - Full Clip by Gang Starr
- Riot Akt
  - Theme From Summer Of 42 by Maynard Ferguson
- Put Up Or Shut Up
  - A Hot Day in Harlem by The Rimshots
  - Wrath of My Madness by Queen Latifah
- Rite Where U Stand
  - Gonna Keep Tryin' Till I Win Your Love by The Temptations
- Skills
  - Intro by Rakim
  - Rapper Dapper Snapper by Edwin Birdsong
  - Shadows by Mysterious Flying Orchestra
  - Rappers R. N. Dainja by KRS-One
- Nice Girl, Wrong Place
  - Kung Fu by Curtis Mayfield
- Peace Of Mine
  - The Ipcress File by John Barry
  - Boom by Royce da 5'9'' (vocal)
  - Skills by Gang Starr
- Who Got Gunz
  - Maybe This Will Be The Morning Chuck Jackson
  - Part II by Method Man & Redman
  - Tonz o Gunz by Gang Starr
- In This Life
  - Distant Thoughts by Hiroshima
- The Ownerz
  - 2000 B.C. (Before Canibus) by Canibus
  - Above The Clouds by Gang Starr Feat. Inspectah Deck (vocal by Inspectah Deck)
- Zonin
  - The Junkies by Coleridge-Taylor Perkinson
  - Mass Appeal by Gang Starr (Vocals by Guru)
  - Life is What You Make It by Nas Feat. DMX (vocal by DMX)
- Capture (Militia Pt. 3)
  - Trapped by Elmer Bernstein